# داريل تيريل
داريل تيريل (بالإنجليزية: Daryl Terrell)‏ هو لاعب كرة قدم أمريكية أمريكي، ولد في 25 يناير 1975 في Vossburg, Mississippi ‏ في الولايات المتحدة.

## وصلات خارجية
- داريل تيريل على موقع مرجع كرة القدم المحترفة.كوم (الإنجليزية)
- داريل تيريل على موقع JustSportsStats.com (الإنجليزية)